# Schronisko PTTK na Hali Krupowej

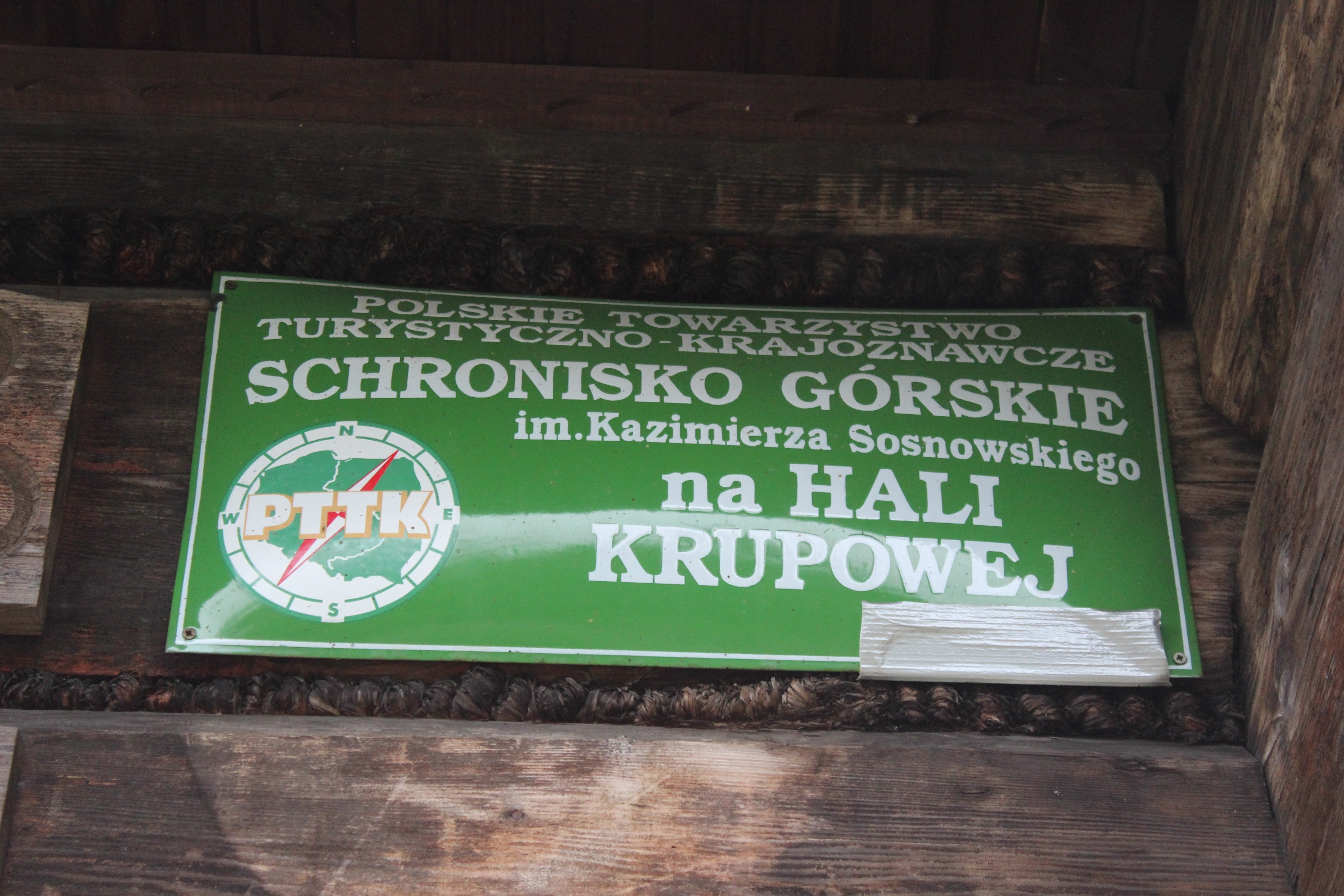
Tablica schroniska na Hali Krupowej

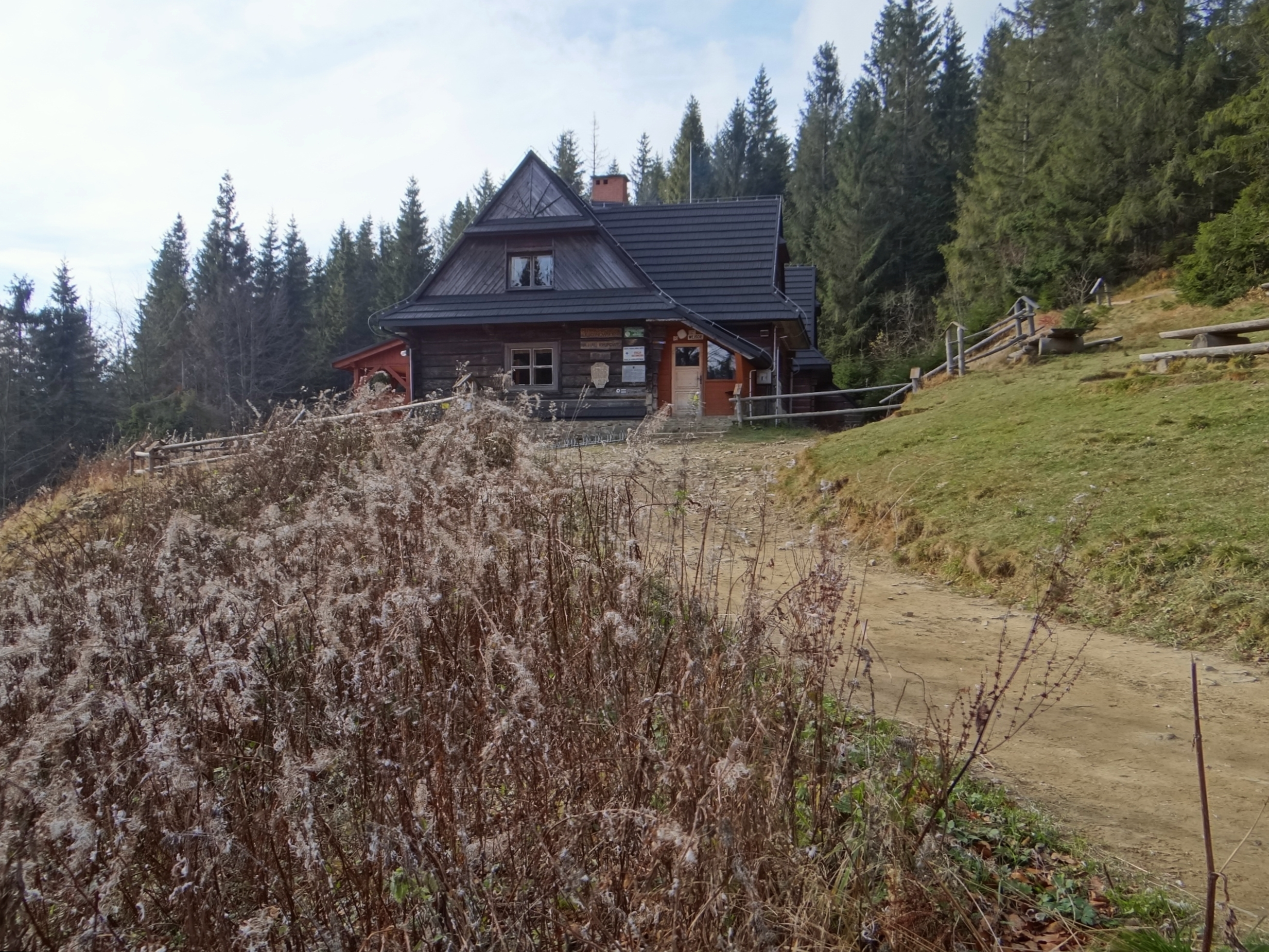
Otoczenie schroniska na Hali Krupowej

Schronisko PTTK im. Kazimierza Sosnowskiego na Hali Krupowej – górskie schronisko turystyczne Polskiego Towarzystwa Turystyczno-Krajoznawczego w Paśmie Policy w Beskidzie Żywieckim, na południowy zachód od Kucałowej Przełęczy, na polanie Sidzińskie Pasionki. Położone na wysokości 1152 m n.p.m. Wbrew nazwie nie leży ono na Hali Krupowej.

## Historia
Pierwsze schronisko otwarto 16 grudnia 1935 z inicjatywy gminy Sidzina oraz oddziałów Polskiego Towarzystwa Tatrzańskiego w Jordanowie i Łodzi. Miało nazwę „Pod Policą”. Budową schroniska kierował prof. Kazimierz Sosnowski. Hitlerowcy spalili schronisko 14 października 1944. Odbudowa schroniska, prowadzona przez Oddział Krakowski Polskiego Towarzystwa Turystyczno-Krajoznawczego, została zakończona uroczystym otwarciem 9 października 1955. Od tego roku schronisko nosi imię Kazimierza Sosnowskiego. Elektryczność, uzyskiwana jeszcze za pomocą agregatu prądotwórczego, została doprowadzona do schroniska w 1967. 25 października 2001 schronisko zostało podłączone do linii wysokiego napięcia. Na przełomie lat osiemdziesiątych i dziewięćdziesiątych XX wieku schronisko zostało gruntownie wyremontowane i przebudowane.
Na budynku schroniska znajdują się dwie tablice pamiątkowe:
- metalowa – poświęcona oddziałowi partyzanckiemu Armii Krajowej „Huta-Podgórze”, który stacjonował w latach 1943–1945 w rejonie Policy i Babiej Góry (ufundowana w 1990 przez byłych żołnierzy AK),
- drewniana – poświęcona Janowi Pawłowi II, który 9 września 1978 jako kardynał Karol Wojtyła był tutaj na swej ostatniej wycieczce górskiej przed wyjazdem na konklawe (tablica ufundowana w 2004 przez Oddział Związku Podhalan w Sidzinie).

## Warunki pobytu
Schronisko dysponuje 38 miejscami noclegowymi w pokojach 2-, 4-, 10- i 16-osobowych. Do dyspozycji gości jest bufet oraz jadalnia o pojemności 30 osób. W schronisku znajduje się też stacja Górskiego Ochotniczego Pogotowia Ratunkowego. Obiekt jest czynny przez cały rok.

## Gospodarze schroniska po odbudowie
- Stanisław Golec (1955–1956)
- Alfred Lastowica (1956–1957)
- Józef Obrizkow (1957)
- Bronisław Moc (1958–1963)
- Wiesław Szafrański (1963–1964)
- Maria Koniówkowa (1964–1965)
- Stanisław Bodnarowski (1965–1966)
- Wojciech Stonawski (1966–1973)
- Barbara Zygiel (1973–1978)
- Robert Nalepa (1978–1983)
- Jan Zyzański (1984–1988)
- Wojciech Stonawski (1988–1991)
- Eugeniusz Ogrodowicz (od 1991)[4]

## Szlaki turystyczne
Główny Szlak Beskidzki Polica – Schronisko na Hali Krupowej – Bystra Podhalańska:
- z Policy 0.25 godz. (z powrotem 0.35 godz.)
- z Bystrej 4.05 godz. (z powr. 3.30 godz.)

 Zawoja Centrum – Schronisko na Hali Krupowej – Sidzina:
- z Zawoi 3.20 godz. (w przeciwnym kierunku 2.35 godz.)
- z Sidziny 2.25 godz. (w przeciwnym kierunku 2 godz.)

 Sidzina – Schronisko na Hali Krupowej:
- z Sidziny 1.15 godz. (w przeciwnym kierunku 1 godz.)

 Juszczyn – Schronisko na Hali Krupowej:
- z Juszczyna 4.30 godz. (w przeciwnym kierunku 3.35 godz.)

 Skawica – Schronisko na Hali Krupowej:
- ze Skawicy 2.25 godz. (w przeciwnym kierunku 1.50 godz.)

## Galeria

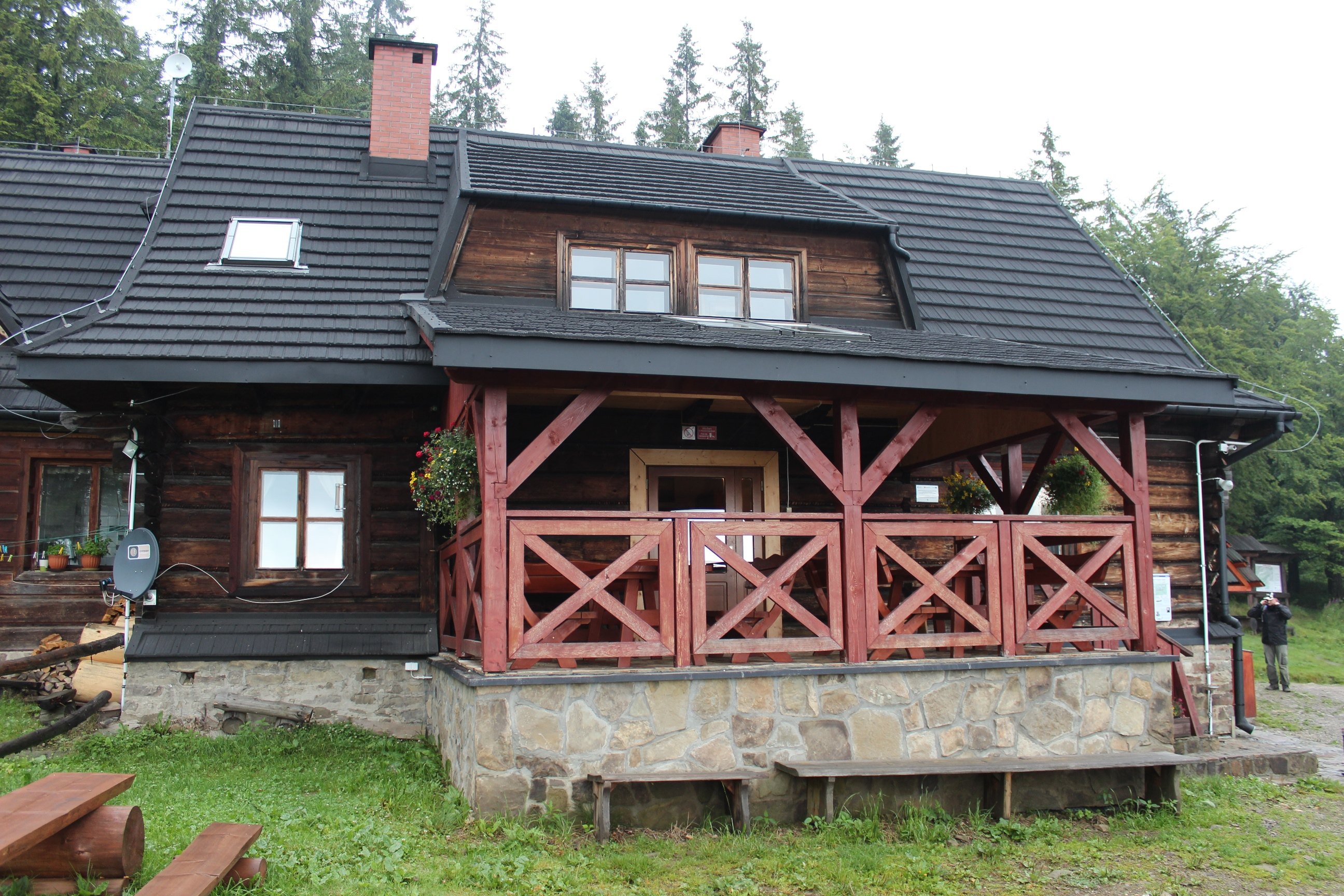
Główna część budynku schroniska z tarasem
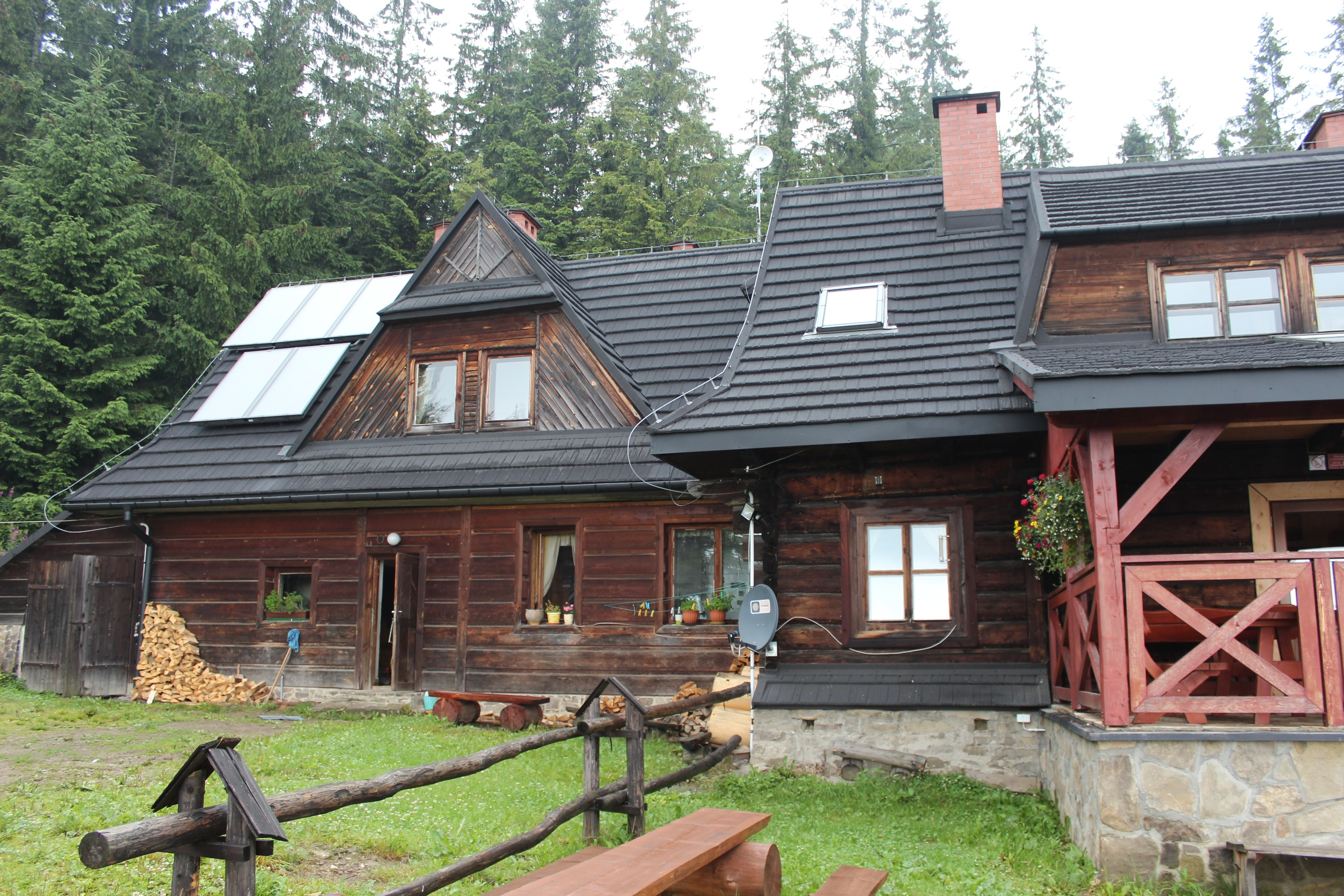
Część gospodarcza schroniska
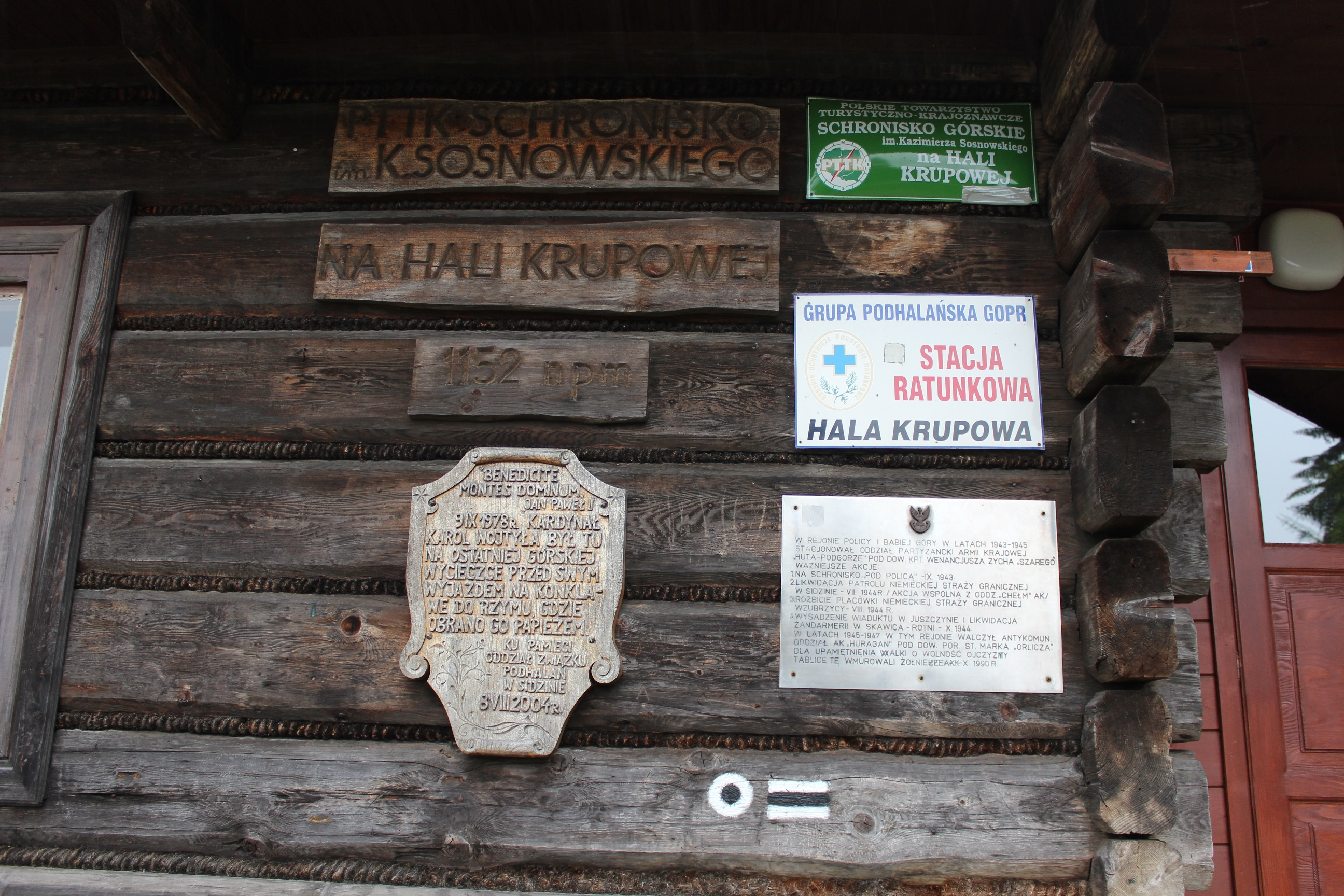
Tablice na budynku schroniska
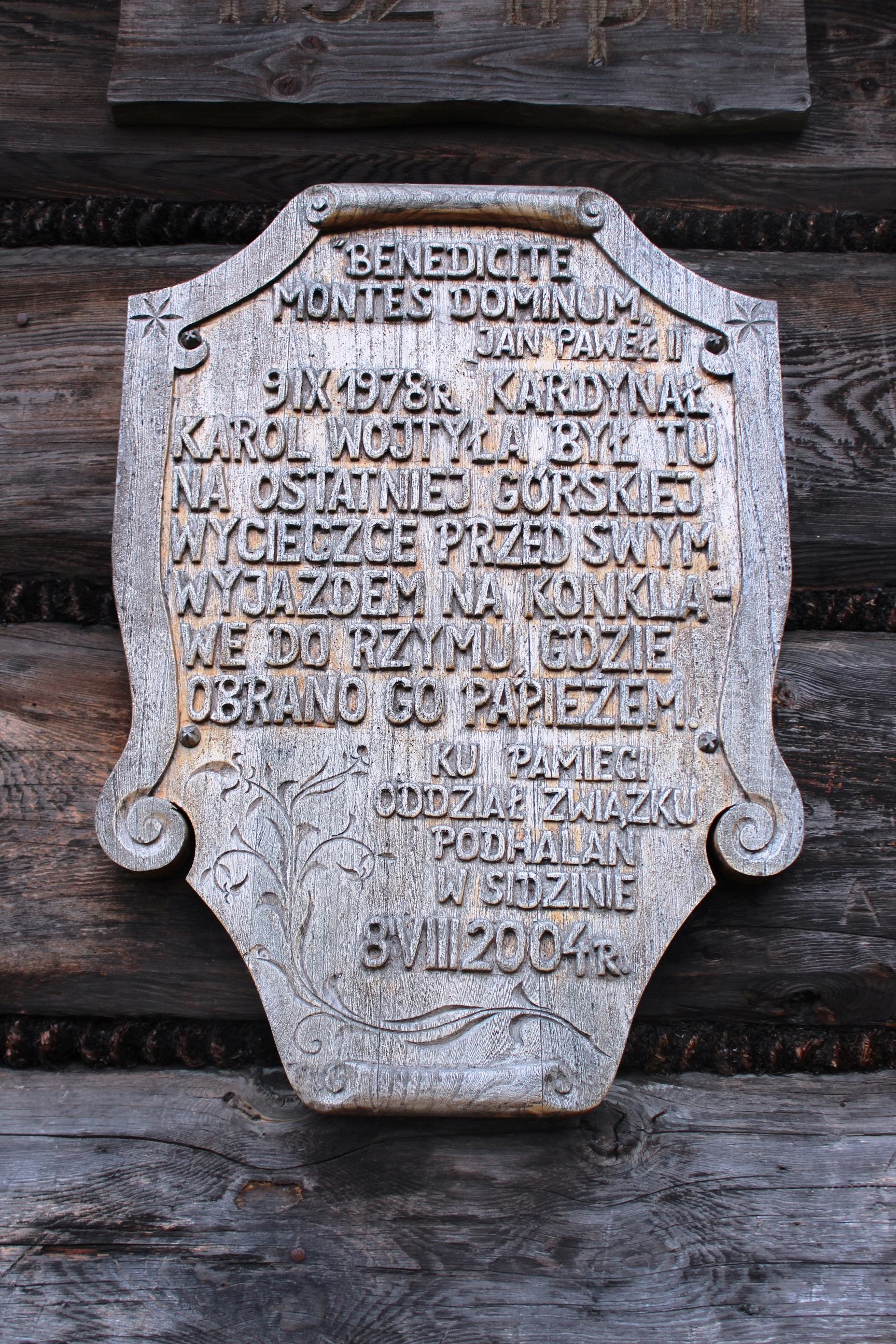
Tablica poświęcona Janowi Pawłowi II
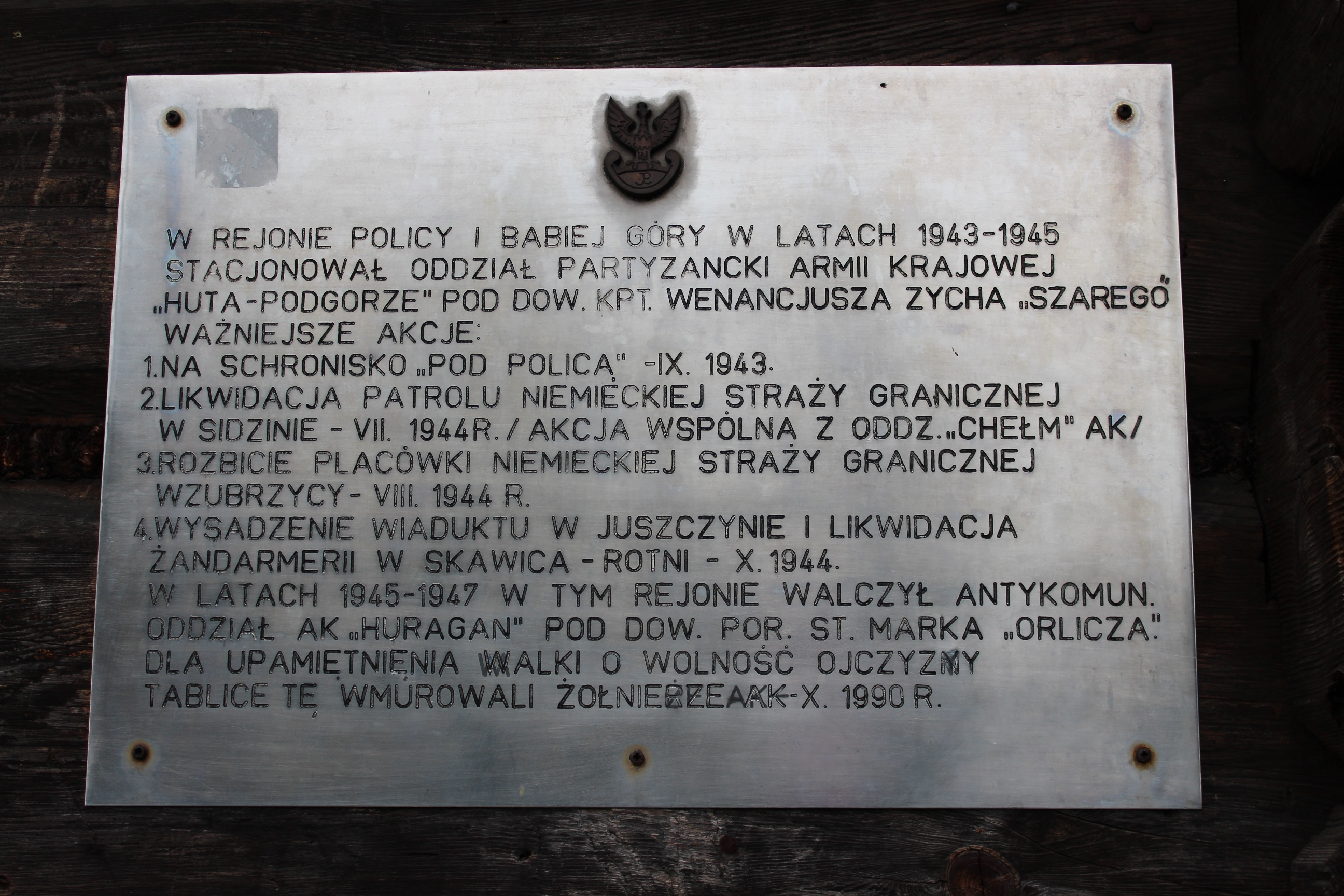
Tablica poświęcona oddziałowi partyzanckiemu Armii Krajowej